# Aristènet
|  | Per a altres significats, vegeu «Aristènet (desambiguació)». |

Aristènet (grec antic: Αρισταίνετος, llatí: Aristaenetus) fou un escriptor de cartes d'amor. Les cartes foren copiades principalment de Plató, Llucià, Filòstrat d'Atenes i Plutarc. Probablement correspon al segle v. Explica històries curtes, sobre aventures amoroses, i el llenguatge és elegant i no arriba mai a ofendre.
El nom d'Aristènet de Nicea, a qui van dirigides unes cartes de Libani, i que va morir en un terratrèmol a Nicomèdia el 358, es va suposar que podria ser aquest mateix Aristènet, però ja ha estat demostrat que, per raons cronològiques, no és possible.

## Traducció catalana
- Aristènet. Lletres d'amor. Traducció: Joan Pagès.  Barcelona: Fundació Bernat Metge, 2009.